# Janez Semrajč
 Janez Semrajč  (nacido el 24 de julio de 1989) es un tenista profesional de Eslovenia, nacido en la ciudad de Ljubljana, Eslovenia.

## Carrera
Su ranking individual más alto logrado en el ranking mundial ATP, fue el n.º 262 el 16 de junio de 2014. Mientras que en dobles alcanzó el puesto n.º 444 el 16 de febrero de 2015.
No ha logrado hasta el momento títulos de la categoría ATP ni de la ATP Challenger Tour, aunque sí ha obtenido varios títulos Futures tanto en individuales como en dobles.

### Copa Davis
Desde el año 2008 es participante del Equipo de Copa Davis de Eslovenia. Tiene en esta competición un récord total de partidos ganados/perdidos de 4/1 (4/1 en individuales y 0/0 en dobles).